# Pilea thouarsiana
Pilea thouarsiana är en nässelväxtart som beskrevs av Hugh Algernon Weddell. Pilea thouarsiana ingår i släktet pileor, och familjen nässelväxter. Inga underarter finns listade i Catalogue of Life.